# Ginkgo ginkgoidea
Ginkgo ginkgoidea — вимерлий вид гінкго з родини Ginkgoaceae з байосського періоду південної Швеції.